# فرانسيس غيفورد
فرانسيس غيفورد (بالإنجليزية: Frances Gifford)‏ هي ممثلة أمريكية، ولدت في 7 ديسمبر 1920 بلونغ بيتش في الولايات المتحدة، وتوفيت في 16 يناير 1994 في الولايات المتحدة.

## أعمال

### أفلام
- (1939) السيد سميث يذهب إلى واشنطن

## وصلات خارجية
- فرانسيس غيفورد على موقع IMDb (الإنجليزية)
- فرانسيس غيفورد على موقع ألو سيني (الفرنسية)
- فرانسيس غيفورد على موقع أول موفي (الإنجليزية)
- فرانسيس غيفورد على موقع قاعدة بيانات الأفلام السويدية (السويدية)
- فرانسيس غيفورد على موقع إن إن دي بي (الإنجليزية)
- فرانسيس غيفورد على موقع قاعدة بيانات الفيلم (الإنجليزية)
- فرانسيس غيفورد على موقع كينوبويسك (الروسية)